# (11895) Dehant
(11895) Dehant, provisorische Bezeichnung 1991 GU3, ist ein Asteroid und Kleinplanet des inneren Asteroiden-Hauptgürtels, der am 8. April 1991 vom belgischen Astronom Eric Walter Elst an der Europäischen Südsternwarte entdeckt wurde.

## Name
(11895) Dehant erhielt nach seiner Entdeckung zunächst die provisorische Bezeichnung 1991 GU3. Später wurde er nach Véronique Dehant benannt.

## Umlaufbahn
(11895) Dehant umkreist die Sonne in einer Entfernung von 2,137 bis 2,58 AE alle 3,62 Jahre einmal. Seine Umlaufbahn hat eine Exzentrizität von 0,0938 bezogen auf die Große Halbachse von 2,359 AE und eine Bahnneigung von 6,89 Grad bezogen auf die Ekliptik.

## Familie
Nach der Definition von minorplanet.info gehört der Asteroid zur Asteroidenfamilie 9104: MB-inner*.

## Durchmesser und Albedo
(11895) Dehant hat einen mittleren Durchmesser von 4,033 (±0,06) Kilometer und eine Albedo von 0,211.

## Beobachtungen
(11895) Dehant wurde bereits 1981 vor seiner Entdeckung vom Kleť-Observatorium beobachtet. Seit seiner Entdeckung gab und gibt es weitere Beobachtungen durch viele andere Observatorien.